# 구두유언
구두유언 혹은 구수증서유언이란 서면으로 작성된 유언이 아닌 구두로 된 유언을 말한다. 미국법상 소수의 주만이 예외적으로 구두유언을 유효하게 본다.

## 대한민국
유언자에게 질병 기타 급박한 사정이 있는 경우에 유언자가 두 사람 이상의 증인 앞에서 유언의 취지를 말하면, 유언의 취지를 들은 사람이 이를 적어 유언자와 증인 앞에 읽어준 후, 그들이 그 내용을 확인한 후 각자 서명·날인을 함으로써 성립한다. 이와 같이 해서 만들어진 유언서는 입회했던 증인이나 이해관계인이 급박한 사정이 그친 날로부터 7일 이내에 법원에 검인(檢認) 신청을 해야 한다. 이상과 같은 방식에 의해 이루어진 유언서에 삽입·삭제를 하는 등 변경을 가하려면 유언자가 이에 자서(自書)하고 날인을 해야 한다. 구수증서에 의한 유언은 민법상 유언의 보통방식의 하나로 규정되어 있으나 그 실질에 있어서는 다른 방식의 유언과는 다르므로 유언요건을 완화하여 해석하여야 한다

### 요건
1. 질병 기타 급박한 사유로 인하여 다른 방식에 의한 유언을 할 수 없어야 한다
2. 구수 및 필기낭독 후 서명 또는 기명날인을 하여야 한다
3. 유언의 검인